# Torrent de la Baga de Bellveí
El torrent de la Baga de Bellveí és un torrent que discorre a cavall dels termes municipals de Calders i de Monistrol de Calders, de la comarca del Moianès.
Es forma en una fondalada del nord de la masia del Bosc, al nord-est del Serrat de Mas Pujol i al sud-oest del Serrat del Gordi, des d'on davalla cap al nord-oest resseguint pel nord tota la Baga de Bellveí i, per tant, tot el Serrat de Mas Pujol. Discorre a migdia del paratge de l'Ortigós, fins que gira cap al nord just en arribar a l'extrem de la Quintana de Bellveí. Així, s'aboca en el Calders al nord-est de la Casa Gran de Bellveí, just a la Resclosa de Bellveí, davant i a migdia de les restes de l'església de Sant Andreu.